# めいどいん!
めいどいん！は、2021年に結成された秋葉原・大阪にあるメイドカフェ「あっとほぉーむカフェ」の現役メイド16人で結成されたグループ。
キャッチコピーは、「Maid in Your Life！あなたの毎日に、愛を込めて！」
このページでは、派生ユニットであるあっとせぶんてぃーん・ドール×ドール・浪速萌々倶楽部・ruruluについても扱う。

## 概要
インフィニア株式会社が運営するコンセプトカフェである「あっとほぉーむカフェ」の17周年を記念するため、現役メイド17人で結成された総合萌えアーティストグループである。
メイド文化を広める目的で活動し、日本だけでなく世界中の人々に永遠の17歳であるメイドからのお給仕で「萌え」を体感してもらいたい。ご主人様・お嬢様として、非日常的なメイドの世界を楽しんでもらいたい。そんな想いから「音楽をはじめとするエンターテインメントの世界に”メイドが飛び込んでいく”」ことをコンセプトに結成された。
2024年3月28日に解散した。

## 略歴

### 2021年
- 8月14日、あっとほぉーむカフェ17周年プロジェクトとして始動[3]
- 9月4日、TOKYO FMにてレギュラーラジオ『ラジオでお給仕っ！めいどいん！の萌えチャージ♡』の放送開始[4]
- 9月17日、デビューデジタルシングル『君と晴れルヤ！』配信開始[5]
- 10月23日、デビューデジタルシングル『君と晴れルヤ！』リリース記念イベント開催[6]
- 10月30日 - 12月19日、デビューシングル発売記念 オンラインお給仕会[7]
- 12月21日 - 1月3日、「君と晴れルヤ！」発売記念店頭キャンペーン in タワーレコード秋葉原店[8]
- 12月21日 - 12月27日、「君と晴れルヤ！」発売記念店頭キャンペーン in Joshin日本橋店[9]
- 12月22日、デビューシングル『君と晴れルヤ！』発売。記念グッズ発売。オンラインチェキサイン会inリミスタ開催[10]

### 2022年
- 1月21日 - 2月6日、あっとほぉーむカフェ「17」あにばーさりー展〜at-home cafe 17th × TOWER RECORDS KINSHICHO〜[11]
- 1月23日、トークイベント開催[12]
- 2月15日、第1回めいどいん！スペシャルお給仕イベント開催。[13]
- 2月15日、派生ユニットとしてあっとせぶんてぃーん、ドール×ドール、浪速萌々倶楽部、ruruluの発表[14]
- 4月3日-4月24日、1st mini Album『unusual』 発売。オンラインチェキサイン会inリミスタを4週間に渡って開催
- 4月26日、1st mini Album『unusual』 拠点店舗での店頭キャンペーン開催[15]
- 4月27日、1st mini Album『unusual』発売
- 4月27日、めいどいん！ユニット4月27日リリース『unusual』再生回数キャンペーンを開催[16]
- 4月30日、めいどいん！1st mini Album『unusual』発売記念ミニライブ＆ユニットチェキ撮影会開催[17]
- 6月11日、新宿ReNYにて1st LIVE「めいどいん！ 1st LIVE 〜君も私も、みんなで晴れルヤ！〜」を開催。
- 6月18日、梅田クラブクアトロにて1st LIVE「めいどいん！ 1st LIVE 〜君も私も、みんなで晴れルヤ！〜」を開催。
- 7月19日、めいどいん！公式Twitterにて大阪本店りょあの脱退が発表される。それに伴い、店舗からの卒業も発表[18]。
- 9月14日、2ndシングル『きゅるりんぱ！』を発売[19]。

### 2023年
- 4月20日、べりぃが卒業し、2023年6月末を持って現体制解散することを各種公式SNSにて発表[20]。

## メンバー
| 名前     | 誕生日   | 所属階     | 所属ユニット         | メンバーカラ― | Twitter                   |
| -------- | -------- | ---------- | -------------------- | ------------- | ------------------------- |
| えまちぃ | 9月15日  | ドンキ     | あっとせぶんてぃーん | 青色          | twitter.com/maid_emachii  |
| こえび   | 5月12日  | 3階        | あっとせぶんてぃーん | 黄色          | twitter.com/maid_koebi    |
| ちなつ   | 7月14日  | プレミアム | 浪速萌々倶楽部       | 橙色× 赤色    | twitter.com/maid_chinatsu |
| ちろる   | 11月23日 | ドンキ     | あっとせぶんてぃーん | 赤色          | twitter.com/maid_chiroru  |
| つらら   | 11月24日 | 7F         | あっとせぶんてぃーん | 白色          | twitter.com/maid_tsurara  |
| ふわる   | 9月3日   | プレミアム | rurulu               | 白色× 桃色    | twitter.com/maid_fuwaru_  |
| みわこ   | 10月4日  | ACZ        | ドール×ドール        | 黄色          | twitter.com/maid_miwako   |
| めらる   | 5月22日  | プレミアム | rurulu               | 紫色          | twitter.com/maid_meraru1  |
| ももな   | 2月23日  | 4階        | あっとせぶんてぃーん | 桃色          | twitter.com/maid_momona   |
| ゆらら   | 1月16日  | 大阪       | 浪速萌々倶楽部       | 白色× 赤色    | twitter.com/maid_yurara   |
| ゆゆめろ | 12月30日 | プレミアム | ドール×ドール        | 桃色          | twitter.com/maid_yuyumelo |
| れむ     | 10月15日 | 大阪       | 浪速萌々倶楽部       | 桃色× 赤色    | twitter.com/maid_remu     |

### 旧メンバー
| 名前     | 誕生日   | 所属階     | 所属ユニット         | メンバーカラー | 卒業日         |
| -------- | -------- | ---------- | -------------------- | -------------- | -------------- |
| りょあ   |          | 大阪       | 浪速萌々倶楽部       |                | 2022年7月19日  |
| べりぃ   | 11月28日 | ACZ        | ドール×ドール        | 紫色           | 2023年4月20日  |
| かげとら | 7月21日  | プレミアム | あっとせぶんてぃーん | 橙色           | 2023年9月16日  |
| おしお   | 1月20日  | 7階        | ドール×ドール        | 黄緑色         | 2023年12月17日 |

## 派生ユニット

### あっとせぶんてぃーん
あっとせぶんてぃーん（@17）は、2016年8月に結成、2017年8月に再結成された日本の女性メイドポップユニット。
あっとせぶんてぃーんに限ってはめいどいん結成前より存在しており、2021年8月にめいどいん！に統合される形となった。
なお、めいどいん！結成に伴い、対バンライブ出演などの際は「あっとせぶんてぃーん from めいどいん！」の表記で出演する。
詳しくは個別記事を参照。

### ドール×ドール
「それぞれの物語から飛び出してきた主人公の4人が、音楽であなたを”テーマパーク”へ導くような楽曲を届ける」をコンセプトに結成。
べりぃの卒業により現在はおしお、みわこ、ゆゆめろの3人で活動している。

### 浪速萌々倶楽部
「大阪の元気っ子4人が、"マイペースでもええんちゃう"とあなたの日々を癒すような楽曲を届ける」をコンセプトに結成。
りょあの卒業により現在はちなつ、ゆらら、れむの3名で活動している。

### rurulu
めらるとふわる2名で構成。あなたの"夜"に寄り添うような楽曲をコンセプトにしている。
ユニット名は、『めら「る」・ふわ「る」がご主人様お嬢様のよ「る」もお側で寄り添えたら』を由来とする。

## 作品
※順位はオリコンランキング最高位。

## 出演

### テレビ
- テレビ埼玉「ドレスキーとコレスキー」(2022年1月)- 出演：かげとら、こえび、みわこ[23]
- フジテレビ「Love music 2022新春!プロモーション大会」(2022年1月)- 出演：おしお・かげとら・ちなつ・ゆゆめろ・りょあ[24]
- スペースシャワーTVプラス「めいどいん！MV特集」(2022年4月)[25]
- MJTV「新譜紹介 New Order」(2022年4月)- 出演：ちなつ・ゆらら・れむ[26]

### ラジオ
- TOKYO FMレギュラーラジオ『ラジオでお給仕っ！めいどいん！の萌えチャージ♡』(2021年9月-)[27]
- ラジオ日本「60TRY部」(2021年12月)- 出演：つらら
- 文化放送「上地由真のワンダーユーマン」(2021年12月)- 出演：ふわる[28]
- TOKYO FM「ONE MORNING」(2021年12月)- 出演：つらら、おしお[29]
- MBSラジオ「Mタウン」(2021年12月)- 出演：れむ[30]
- RKBラジオ「カリメン」(2021年12月)- 出演：21日：こえび・ちろる・つらら、22日：えまちぃ・かげとら、23日：みしな・ももな、24日：えまちぃ・つらら[31]
- RKBラジオ「オトナビゲーションZ」(2021年12月)- 出演：かげとら[32]
- MBSラジオ「ミュージックパーク」(2021年12月)- 出演：ちなつ・りょあ[33]
- JFN「FRIDAY GOES ON！～あっ、それいただき！」(2021年12月)- 出演：おしお・こえび[34]
- FM大阪「J3 Tuesday～Midnight IQ (idol quest)～」(2021年12月)- 出演：ゆらら・りょあ[35]
- MBSラジオ「オーイシマサヨシのMBSヤングタウン」(2022年2月)- 出演：ふわる[36]
- FM滋賀「キャッチ！」(2022年4月)- 出演：れむ[37]
- MBSラジオ「Mタウン」(2022年4月)- 出演：ちなつ、りょあ[38]
- NACK5「FAV FOUR」(2022年4月)- 出演：つらら、みわこ[39]
- InterFM 「小川麻琴とへなぎのIDOBATA RADIO‼︎」(2022年4月)- 出演：こえび、つらら[40]
- MBSラジオ「ありがとう浜村淳です」(2022年4月)- 出演：ちなつ・れむ[41]
- FMyokohama「Startline」(2022年5月)- 出演：ふわる、めらる[42]
- NACK5「FANTASY RADIO」(2022年5月)- 出演：ふわる[43]
- FM大阪「J3 Tuesday～Midnight IQ (idol quest)～」(2022年5月)- 出演：ちなつ・れむ[44]

### WEB
- ニューヨークがMCを務めるYouTube LIVE音楽トーク番組「TALKIN’ ABOUT」(2022年1月)- 出演：えまちぃ・つらら・みしな・みわこ・ゆゆめろ[45][46]

### その他
- 大型ビジョン「ラジカルビデオジョッキー」にて、コメントと「君と晴れルヤ！」のMV放映(大阪ミナミ道頓堀「トンボリステーション」、福岡JR博多駅前「博多どんたくビジョン」)(2021年12月)[47]
- ガルポ！(2021年12月) - 出演：かげとら・みわこ[48]
- VANITYMIX(2021年12月) - 出演：かげとら・みわこ[49]

## ライブ

### めいどいん
- 2022年6月11日、1st LIVE「めいどいん！ 1st LIVE 〜君も私も、みんなで晴れルヤ！〜」開催(新宿ReNY)
- 2022年6月18日、1st LIVE「めいどいん！ 1st LIVE 〜君も私も、みんなで晴れルヤ！〜」開催(梅田クラブクアトロ)

### あっとせぶんてぃーん
- 2022年4月3日、桜花爛漫(上野恩賜公園野外水上音楽堂)[50]
- 2022年4月16日、FIOReNIGHT★-4manSP!!(神田明神ホール)[51]

### 浪速萌々倶楽部
- 2022年4月9日、推ししか勝たんフェス！(大阪･心斎橋 SUNHALL)開催[52]